# Calpurnio
Eduardo Pelegrín Martínez de Pisón (Zaragoza, 1959-Valencia, 15 de diciembre de 2022), más conocido como Calpurnio Pisón o Calpurnio, fue un ilustrador, historietista, guionista, animador y videojockey español. Su obra más conocida son los cómics de El Bueno de Cuttlas. Calpurnio fue autor de numerosos trabajos audiovisuales y en artes gráficas, que incluyen carteles, portadas de discos, cómics, exposiciones, y películas de animación.

## Biografía
Calpurnio comenzó su carrera a mediados de la década de 1980, publicando sus propios fanzines, en los que ya dibujaba al ahora popular personaje, El Bueno de Cuttlas. Con Cuttlas, muñeco minimalista concebido con trazos simples y estilo naïf, Calpurnio relata las inquietudes y aventuras de un vaquero que, ubicado en la época actual, alterna los duelos a muerte y las historietas de aventuras y acción con sus meditaciones sobre la existencia, las relaciones humanas, la ciencia y el arte.
Cuttlas hizo su aparición en el fanzine El japo (Zaragoza, 1983), y encontró su primera muerte en 1989 en las páginas de la revista Makoki, reapareciendo en 1994 en el periódico español El País, hasta su segunda muerte en 2001. Desde el año 2004 hasta 2015, Cuttlas fue personaje fijo en el periódico gratuito 20 Minutos.
Entre 1990 y 1993, Calpurnio escribió y dirigió en Chequia dos cortometrajes basados en sus personajes, y dirigió en España una serie de 13 episodios para televisión llamada Cuttlas Microfilms.
A partir de 1997 también estuvo activo como videojockey bajo el seudónimo de ERRORvideo, dedicándose a producir videocreaciones basadas en imágenes generalmente abstractas, con una fuerte influencia de su trabajo en la animación tradicional. Ha presentado su trabajos en diversos festivales de música electrónica, y colaborado con músicos como Mad Professor, o el grupo de rock electrónico Neotokyo.
Calpurnio fue colaborador habitual en revistas de cómics (Makoki, El Víbora, la japonesa Morning y el magazín brasileño Animal), revistas (Interviú,  Valencia Plaza) y prensa diaria (Heraldo de Aragón, El País, 20 Minutos), y ha publicado obras como El hombre del Oeste, El pistolero molecular, El signo de los tiempos, Esto no es un cómic, Solo somos monigotes, El vaquero samurái y Mundo Plasma.
Falleció el 15 de diciembre de 2022, a los 63 años, como consecuencia de un cáncer.

## Obra
- El Bueno de Cuttlas contra Los Malos (Ed. Makoki, 1991)
- Proyecto X (Un mensaje marciano transcrito por CALPURNIO) (Ed. El Pregronero.1994)
- El Bueno de Cuttlas (Ed. El País- Aguilar, 1996)
- El Hombre del Oeste (Ed. Glénat, 1999)
- El Pistolero Molecular (Ed. Glénat, 2000)
- El Signo de los Tiempos (Ed.Glénat,2002)
- Esto No Es Un Cómic (Ed. Glénat, 2007)
- Solo Somos Monigotes (Ed. Glenat, 2009)
- Cuttlas - INTEGRAL 1 (Ed. Glenat, 2010)
- Cuttlas - INTEGRAL 2 (Ed. Glenat, 2011)
- Nuevas Hazañas Bélicas n.º 12: Pánico en La Muela. (La batalla de Teruel) . Guion de Hernán Migoya. (EDT, 2012)
- El Vaquero Samurái  (Ed. Panini, 2014)
- Mundo Plasma  (Ed. Reservoir Books, 2016)
- Recopilatorio Cuttlas (Ed. Reservoir Books, 2017)
- La Odisea (Ilustraciones. Ed. Blackie Books, 2020)
- La nueva normalidad (dibujos, autoedición, 2021)
- La Ilíada (dibujos, Ed. Blackie Books, 2022)
- El gran libro de Cuttlas (Ed. Reservoir Books, 2023)[4]

## Premios
- Primer Premio Festival de Cine para Niños de Zlin, República Checa, 1991.
- Gran Premio del XXXIV Festival de Cine, Documental y Cortometraje de Bilbao 1992
- Premio Autor Revelación, Saló del Còmic de Barcelona, 1993.
- Premio del Público al Mejor Cortometraje. XXV Muestra Cinematográfica del Atlántico, Cádiz 1993
- Mención especial del FIPA de Cannes de 1994.
- Premio honorífico festival Cinema Jove, 1996.
- Premio de Còmic Ciutat de Palma, 2016.
- Gran Premio Salón del Cómic de Zaragoza, 2016.
- Premio del Salón Internacional de Cómic de Huelva, 2018.
- Premio Gràffica, 2020.

## Películas
- "El Bueno de Cuttlas" 9 min., 1990 (35 mm.)
- "Con cien cañones por banda" 25 min., 1991 (35 mm.)
- Serie para televisión: Cuttlas Microfilms, 1995-96. 13 episodios x 21 ' (vídeo)